# Daijirō Katō
Daijirō Katō (Saitama, Japón, 4 de julio de 1976 - Suzuka, Japón, 20 de abril de 2003) fue un piloto de motociclismo japonés. Falleció a los 26 años debido a las heridas que le provocó un grave accidente mientras disputaba el Gran Premio de Japón de Motociclismo de 2003 el 6 de abril, por lo que falleció catorce días más tarde.

## Historia
Katō se proclamó campeón del mundo de 250cc en 2001 tras establecer un récord de 11 victorias en 16 carreras.[cita requerida] Fue campeón del mundo de PoketBikes en varias ocasiones y creó la Daijirō Cup Japón, con el objetivo de fomentar este deporte en su país de origen.

### Inicios
Daijiro era considerado por muchos el mejor piloto japonés de todos los tiempos y era "el elegido" por Honda para conseguir el primer título nipón en la cilindrada reina del motociclismo. Kato comenzó su singladura mundial en 1996, cuando sorprendió a todos en su debut en el Mundial como piloto invitado en la prueba japonesa de 250 c.c., que acabó en tercer lugar, tras el italiano Max Biaggi y su compatriota Noriyasu Numata.

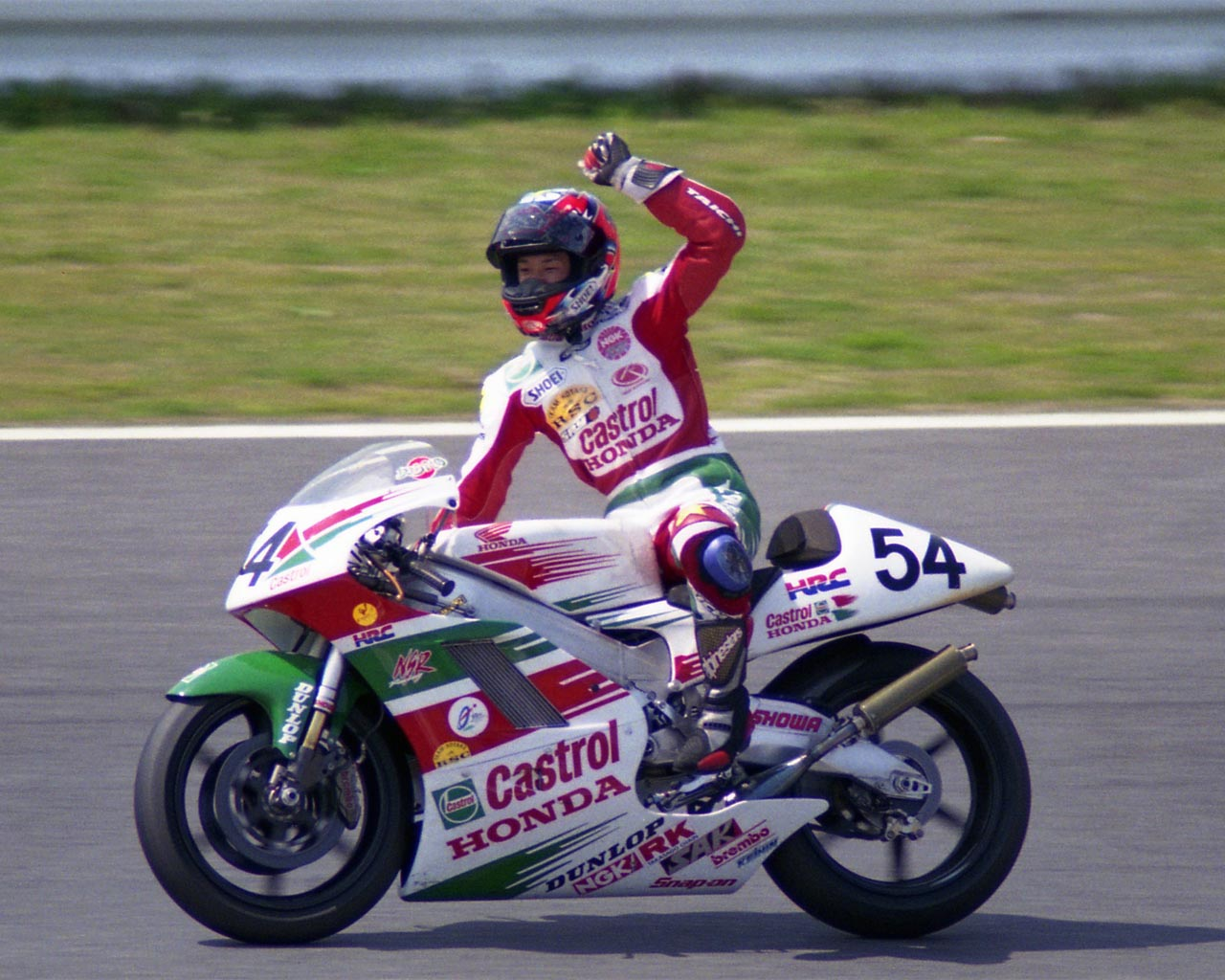
Daijiro Kato, siendo Wild Card consiguió la victoria en el Gran Premio de Japón 1998

En las dos siguientes temporadas, el piloto japonés, formado en la categoría de motos pequeñas, se impuso a todas las figuras consagradas en su única y aislada participación en la manga japonesa del Mundial, actuando como piloto invitado (Wild Card). De la mano de HRC y sobre una de sus exclusivas NSR250, Kato llegó a los grandes premios para hacer todo el calendario de competición en 2000.
Su adaptación a los nuevos circuitos resultó rápida y eso le lleva a quedarse a las puertas del título a final de temporada, pues acaba tercero por detrás del francés Olivier Jacque y del también japonés Shinya Nakano, ambos pilotos de Yamaha.

### Dominio arrollador en 250 c.c.

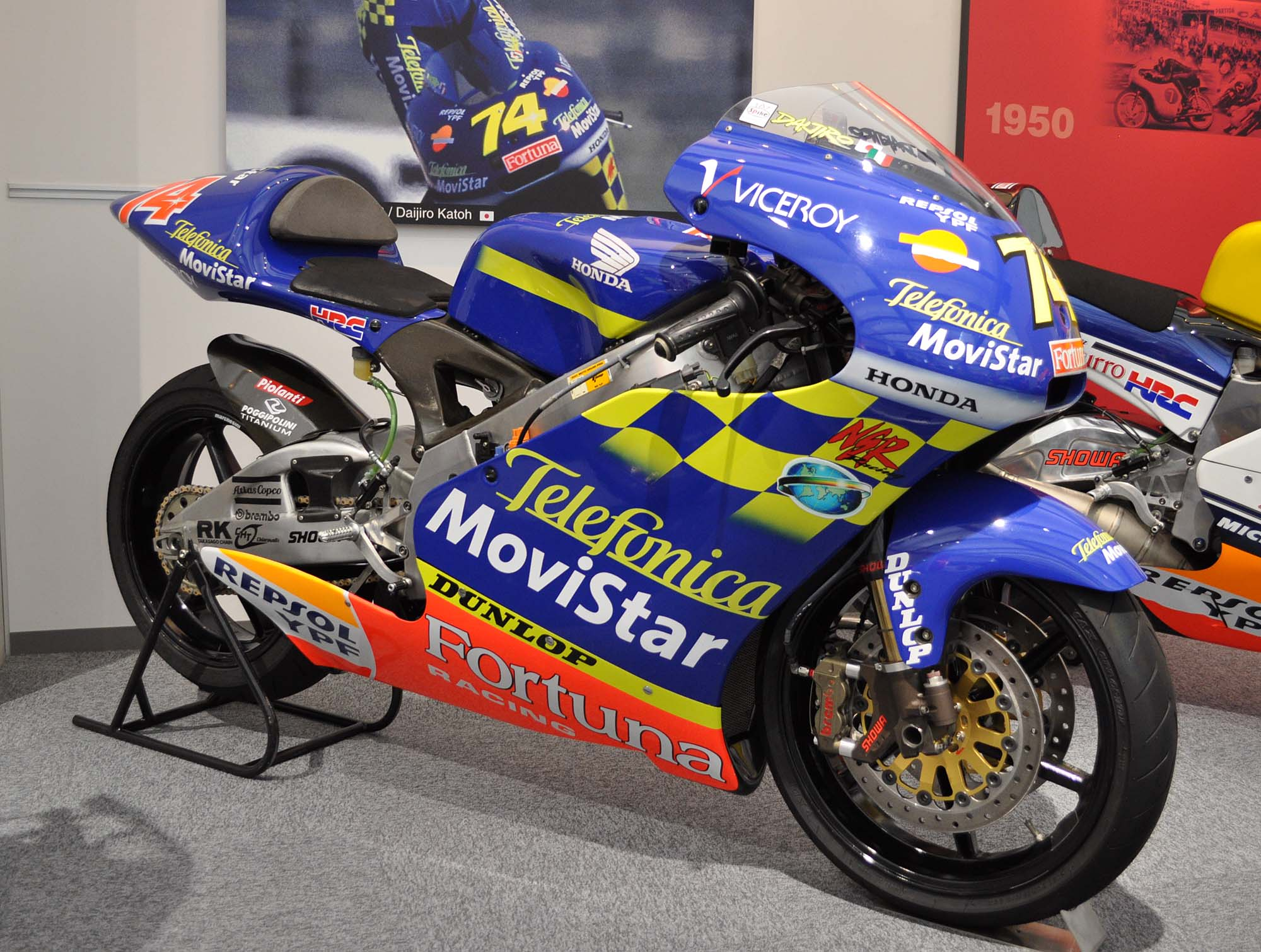
Honda NSR250 del Telefónica MoviStar con la que ganó el Mundial 2001 de 250cc

En 2001 Kato no perdonó y, enmarcado en el equipo del italiano Fausto Gresini, dominó con mano de hierro la categoría del 'cuarto de litro'. Su dominio arrollador se saldó con el mayor número de puntos sumados en una sola temporada por un piloto en toda la historia de los 250cc.

### Salto a MotoGP
En 2002 Kato decidió dar el salto a MotoGP, categoría en la que comenzó pilotando en calidad de cedido en el Gresini Racing una NSR500 de dos tiempos, pero que terminó a los mandos de la mayor joya tecnológica de Honda por decisión expresa de HRC: la RC211V, que empleó por primera vez en el Gran Premio de la República Checa y acabó con ella en el podio. Séptimo del campeonato a final de temporada, se hizo con el galardón de "Piloto Debutante del Año".

### Muerte
El 6 de abril de 2003, en la carrera inaugural del año, en Suzuka durante el GP de Japón, Daijirō Katō salía como primer piloto del equipo Honda en la categoría MotoGP. Durante la tercera vuelta, cuando iba situado en quinta posición, sufrió un accidente y chocó contra un muro de protección a la entrada de la chicana de Casio a 200 km/h. El casco se rompió por la mitad, fue reanimado dentro del propio trazado y trasladado al Mie Medical Center de Yokkaichi.
Tras el accidente quedó tetrapléjico y con necesidad de respiración asistida. Falleció después de trece días en estado de coma irreversible, el 20 de abril a las 00:42 de un paro cardíaco.
Se descartó algún fallo mecánico por parte de los ingenieros de HRC y del equipo Telefónica Movistar-Gresini, siguiendo sin conocerse las circunstancias exactas en las que se produjo el fatídico accidente. El día de su entierro miles de fanes acudieron a él en memoria de Daijirō.
Dejó esposa, Makiko, y dos hijos, Ikko y una niña nacida pocas semanas antes y que posteriormente a la muerte de Daijirō, fue nombrada Rinke.

#### Consecuencias
Frases de Marco Melandri días después: "Lo que ha hecho Honda es vergonzoso...", "Un piloto de su categoría, igual que nosotros no comete ese fallo, es inexplicable".[cita requerida]
Su compañero de equipo Sete Gibernau, le dedicó la victoria de la siguiente prueba en Phakisa, Sudáfrica (cuando Daijirō Katō ya había fallecido) alzando ambos brazos apuntando hacia el cielo.
En Twin Ring Motegi, la familia de Katō recibió el número 74, a partir de ese momento ningún piloto puede correr con el número 74 sin el permiso de la familia.[cita requerida].
Tras el accidente mortal de Daijirō Katō, Dorna exigió a los propietarios del circuito de Suzuka una remodelación profunda del trazado, en especial de la curva donde falleció Katō. Al reformarse el trazado de forma insuficiente, la organización decidió prohibir la celebración de carreras internacionales de motociclismo en Suzuka a partir del 1 de enero de 2004. Aunque en los años posteriores, conforme se profundizó en las reformas, se fueron permitiendo paulatinamente ciertos eventos internacionales en el trazado, sigue plenamente en vigor la prohibición de celebrar pruebas del Campeonato del Mundo de Velocidad de Motociclismo en Suzuka.
El piloto Shōya Tomizawa quiso hacerle un homenaje llevando en su mono un pequeño dorsal 74. En 2010 se dio la casualidad de que también perdió la vida en un accidente en la pista.
El grupo instrumental español Los Coronas le dedicó una de las canciones del LP Surfin' Tenochtitlan (2006), titulada en su honor, Go Kato go.

## Resultados

### Palmarés deportivo
- 1994 Debut en competiciones de velocidad
- 1994 Campeonato japonés de 250 c.c., primera victoria.
- 1996 Campeonato japonés de 250 c.c., cuatro victorias.
  - Debut en el Campeonato del Mundo, tercero en el G.P. de Japón.
- 1997 Campeonato japonés de 250 c.c., piloto oficial de Honda HRC.
  - Primera victoria en el Mundial, en el GP de Japón.
- 1998 Campeonato japonés de 250 c.c., piloto oficial de Honda HRC.
  - Victoria en el G.P. de Japón
- 1999 Campeonato japonés de 250 c.c., segundo.
- 2000 Campeonato del Mundo de 250 c.c. con Honda, tercero.
  - Victoria en las 8 Horas de Suzuka
- 2001 Campeón mundial de 250c.c. en 2001.
- 2002 Campeonato del Mundo MotoGP, con Fortuna Honda, séptimo.
- 2003 Ficha por el Team Movistar Honda, teniendo de compañero de equipo al español Sete Gibernau

### Por categoría
| Categoría | Temporada | Primer Gran Premio | Primer Podio      | Primera Victoria | Última Victoria | Carreras | Victorias | Podios | Poles | V.Ráp. | Puntos | CM |
| --------- | --------- | ------------------ | ----------------- | ---------------- | --------------- | -------- | --------- | ------ | ----- | ------ | ------ | -- |
| 250cc     | 1996-2001 | GP de Japón 1996   | GP de Japón 1996  | GP de Japón 1997 | GP de Río 2001  | 36       | 17        | 25     | 10    | 10     | 658    | 1  |
| MotoGP    | 2002–2003 | GP de Japón 2002   | GP de España 2002 | -                | -               | 17       | 0         | 2      | 1     | 1      | 117    | 0  |
| Total     | 1996–2003 | 1996–2003          | 1996–2003         | 1996–2003        | 1996–2003       | 53       | 17        | 27     | 11    | 11     | 775    | 1  |

### Carreras por año
(Carreras en negrita indica pole position, carreras en cursiva indica vuelta rápida)
| Año  | Cat.   | Equipo                             | Moto   | 1       | 2     | 3     | 4       | 5       | 6     | 7      | 8     | 9       | 10    | 11      | 12      | 13      | 14    | 15    | 16    | Pts. | Pos. |
| ---- | ------ | ---------------------------------- | ------ | ------- | ----- | ----- | ------- | ------- | ----- | ------ | ----- | ------- | ----- | ------- | ------- | ------- | ----- | ----- | ----- | ---- | ---- |
| 1996 | 250cc  | Team Kokate                        | NSR250 | MAL -   | IDN - | JAP 3 | ESP -   | ITA -   | FRA - | NED -  | ALE - | GBR -   | AUT - | CZE -   | IMO -   | CAT -   | RIO - | AUS - |       | 16   | 23.º |
| 1997 | 250cc  | Castrol-Honda                      | NSR250 | MAL -   | JAP 1 | ESP - | ITA -   | AUT -   | FRA - | NED -  | IMO - | ALE -   | RIO - | GBR -   | CZE -   | CAT -   | IDN - | AUS - |       | 25   | 19.º |
| 1998 | 250cc  | Castrol-Honda                      | NSR250 | JAP 1   | MAL - | ESP - | ITA -   | FRA -   | MAD - | NED -  | GBR - | ALE -   | CZE - | IMO -   | CAT -   | AUS -   | ARG - |       |       | 25   | 20.º |
| 1999 | 250cc  | Castrol-Honda                      | NSR250 | MAL -   | JAP 5 | ESP - | FRA -   | ITA -   | CAT - | NED -  | GBR - | ALE -   | CZE - | IMO -   | VAL -   | AUS -   | RSA - | RIO - | ARG - | 11   | 20.º |
| 2000 | 250cc  | AXO-Honda Gresini                  | NSR250 | RSA 2   | MAL 3 | JAP 1 | ESP 2   | FRA 6   | ITA 3 | CAT 4  | NED 8 | GBR 10  | ALE 4 | CZE 6   | POR 1   | VAL 5   | RIO 1 | PAC 1 | AUS 3 | 259  | 3.º  |
| 2001 | 250cc  | Telefónica MoviStar-Honda          | NSR250 | JAP 1   | RSA 1 | ESP 1 | FRA 1   | ITA 10  | CAT 1 | NED 11 | GBR 1 | ALE 2   | CZE 3 | POR 1   | VAL 1   | PAC Ret | AUS 1 | MAL 1 | RIO 1 | 322  | 1.º  |
| 2002 | MotoGP | Fortuna-Honda Gresini              | NSR500 | JAP 10  | RSA 4 | ESP 2 | FRA Ret | ITA Ret | CAT 8 | NED 12 | GBR 7 | ALE Ret |       |         |         |         |       |       |       | 117  | 7.º  |
| 2002 | MotoGP | Fortuna-Honda Gresini              | RC211V |         |       |       |         |         |       |        |       |         | CZE 2 | POR Ret | RIO Ret | PAC Ret | MAL 5 | AUS 4 | VAL 4 | 117  | 7.º  |
| 2003 | MotoGP | Telefónica MoviStar- Honda Gresini | RC211V | JAP Ret | RSA - | ESP - | FRA -   | ITA -   | CAT - | NED -  | GBR - | ALE -   | CZE - | POR -   | BRA -   | PAC -   | MAL - | AUS - | VAL - | 0    | -    |